# مطار بالتيمور واشنطن الدولي
مطار بالتيمور واشنطن الدولي (إياتا: BWI، إيكاو: KBWI، معرف الموقع إف إيه إيه: BWI)(بالإنجليزية: Baltimore–Washington International Airport)، هو مطار دولي يخدم منطقة بالتيمور في ماريلاند وواشنطن العاصمة بالولايات المتحدة الأمريكية. في مقاطعة آن أروندل بولاية ماريلند على بعد 9 أميال (14 كم) جنوب وسط مدينة بالتيمور و30 ميلاً (48 كم) شمال شرق واشنطن العاصمة.
المطار واحد من عدة قواعد تشغيل شركة خطوط ساوث ويست الجوية وهو المطار رقم 22 الأكثر ازدحامًا في الولايات المتحدة والأكثر ازدحامًا في منطقة بالتيمور واشنطن الحضرية اعتبارًا من عام 2021. المطار مبني على مساحة 3160 فدانًا (1280 هكتارًا).

## شركات الطيران والوجهات

### الركاب
| شركـات طيـران            | الوجهات | Refs   |
| ------------------------ | --- | ------ |
| Air Canada Express       | مطار تورونتو بيرسون الدولي | [ 10 ] |
| خطوط آلاسكا الجوية       | مطار سياتل تاكوما الدولي | [ 11 ] |
| أليجانت للطيران          | Asheville، Destin/Fort Walton Beach ‏، Knoxville، Punta Gorda ‏، Sarasota، Savannah | [ 12 ] |
| الخطوط الجوية الأمريكية  | مطار شارلوت دوغلاس الدولي، مطار أوهير الدولي، مطار دالاس فورت ورث الدولي، مطار ميامي الدولي | [ 13 ] |
| إمريكان إيغل             | مطار شارلوت دوغلاس الدولي، مطار أوهير الدولي موسمي: مطار ميامي الدولي | [ 13 ] |
| Avelo Airlines           | New Haven (CT) ‏ | [ 14 ] |
| الخطوط الجوية البريطانية | مطار لندن هيثرو | [ 15 ] |
| كوندور للطيران           | موسمي: مطار فرانكفورت | [ 16 ] |
| Contour Airlines         | Macon/Warner Robins (GA) ‏ | [ 17 ] |
| خطوط كوبا الجوية         | مطار توكومين الدولي | [ 18 ] |
| خطوط دلتا الجوية         | مطار هارتسفيلد جاكسون، مطار ديترويت، مطار منيابولس-سنت بول الدولي، مطار سولت ليك سيتي الدولي | [ 19 ] |
| Delta Connection         | مطار لوجان الدولي، مطار جون إف كينيدي الدولي | [ 19 ] |
| خطوط فرونتير الجوية      | مطار هارتسفيلد جاكسون، Cancún، مطار دالاس فورت ورث الدولي، مطار دنفر الدولي (تنتهي في 17 يناير 2024)، مطار ميامي الدولي، مطار أورلاندو الدولي، مطار فينيكس سكاي هاربر الدولي، مطار لويس مارين مونيوز موسمي: مطار تامبا الدولي (تبدأ في 16 نوفمبر 2023) | [ 22 ] |
| طيران آيسلندا            | مطار كيفلافيك الدولي | [ 23 ] |
| خطوط جيت بلو الجوية      | مطار لوجان الدولي | [ 24 ] |
| بلاي (شركة طيران)        | مطار كيفلافيك الدولي | [ 25 ] |
| خطوط ساوث ويست الجوية    | Albany، مطار الملكة بياتريس الدولي، مطار هارتسفيلد جاكسون، مطار أوستن برغستروم الدولي، Birmingham (AL) ‏، مطار لوجان الدولي، مطار بوفالو نياغارا الدولي ‏، Cancún، Charleston (SC) ‏، مطار شارلوت دوغلاس الدولي، مطار ميدواي الدولي، مطار أوهير الدولي، Cincinnati، Cleveland، Colorado Springs ‏ (begins June 4، 2024)، Columbus–Glenn، Dallas–Love، مطار دنفر الدولي، Destin/Fort Walton Beach ‏، مطار ديترويت، Fort Lauderdale ‏، Fort Myers ‏، Grand Rapids ‏، Greenville/Spartanburg، Hartford، Houston–Hobby، مطار إنديانابوليس الدولي، Jackson (MS) ‏، مطار جاكسونفيل الدولي، Kansas City ‏، مطار هاري ريد الدولي، Long Island/Islip ‏، مطار لوس أنجلوس الدولي، Louisville، Manchester (NH) ‏، مطار ممفيس الدولي، مطار ميامي الدولي، Milwaukee، مطار منيابولس-سنت بول الدولي، مطار سانجستر الدولي، Myrtle Beach ‏، مطار ناشفيل الدولي، مطار نيو اورليانز لويس أرمسترونغ الدولي، Norfolk، مطار أوكلاند الدولي (الولايات المتحدة)، مطار أورلاندو الدولي، مطار فينيكس سكاي هاربر الدولي، مطار بيتسبرغ الدولي ‏، Portland (ME) ‏، Providence، Punta Cana ‏، Raleigh/Durham، Rochester (NY) ‏، مطار سولت ليك سيتي الدولي، مطار سان أنطونيو الدولي، مطار سان دييغو الدولي، مطار خوان سانتاماريا الدولي، مطار لويس مارين مونيوز، Sarasota، Savannah، مطار سانت لويس الدولي، Syracuse، مطار تامبا الدولي، مطار بالم بيتش الدولي موسمي: Albuquerque، Belize City ‏ (تبدأ في 9 مارس 2024)، مطار أوين روبرتس الدولي، Liberia (CR) ‏، Nassau، Panama City (FL) ‏، Pensacola، Providenciales، San José del Cabo ‏ | ،      |
| خطوط سبيريت الجوية       | مطار هارتسفيلد جاكسون، مطار أوستن برغستروم الدولي، Cancún، مطار دالاس فورت ورث الدولي، مطار ديترويت، Fort Lauderdale ‏، Fort Myers ‏، مطار جورج بوش الدولي، مطار هاري ريد الدولي، مطار لوس أنجلوس الدولي، مطار ميامي الدولي، مطار منيابولس-سنت بول الدولي، Myrtle Beach ‏، مطار أورلاندو الدولي، مطار سان أنطونيو الدولي، مطار لويس مارين مونيوز، مطار تامبا الدولي | [ 30 ] |
| خطوط بلاد الشمس الجوية   | موسمي: مطار منيابولس-سنت بول الدولي | [ 31 ] |
| الخطوط الجوية المتحدة    | مطار أوهير الدولي، مطار دنفر الدولي، مطار جورج بوش الدولي، مطار لوس أنجلوس الدولي، مطار سان فرانسيسكو الدولي | [ 32 ] |
| United Express           | مطار أوهير الدولي، مطار جورج بوش الدولي | [ 32 ] |

### الشحن
| شركـات طيـران                                                    | الوجهات |
| ---------------------------------------------------------------- | --- |
| Amazon Air                                                       | مطار هارتسفيلد جاكسون، مطار شيكاغو روكفورد الدولي، Cincinnati، مطار جورج بوش الدولي، مطار ميامي الدولي، مطار منيابولس-سنت بول الدولي، Ontario، مطار بورتلاند الدولي، Riverside/March ARB ‏، Sacramento، مطار سانت لويس الدولي، مطار تامبا الدولي، Wilmington (OH) ‏ |
| دي إتش إل للطيران                                                | Cincinnati، Hartford |
| فيديكس إكسبرس                                                    | Columbus–Rickenbacker، مطار هاريسبورغ الدولي ‏، مطار إنديانابوليس الدولي، مطار ممفيس الدولي |
| مطار نيوآرك ليبرتي الدولي، Salisbury                             | خطوط يو بي إس الجوية |
| مطار شيكاغو روكفورد الدولي، Louisville، Raleigh/Durham، Richmond | |

## الإحصائيات

### أهم الرحلات
| الرتبة | المدينة                   | الركاب  | الناقل                                              |
| ------ | ------------------------- | ------- | --------------------------------------------------- |
| 1      | مطار هارتسفيلد جاكسون     | 826،000 | دلتا، ساوث ويست، سبيريت                             |
| 2      | مطار أورلاندو الدولي      | 732،000 | فرونتير، ساوث ويست، سبيريت                          |
| 3      | Fort Lauderdale، Florida ‏ | 496،000 | ساوث ويست، سبيريت                                   |
| 4      | مطار دنفر الدولي          | 383،000 | فرونتير، ساوث ويست، سبيريت، الخطوط الجوية المتحدة   |
| 5      | مطار لوجان الدولي         | 380،000 | دلتا، جيت بلو، ساوث ويست                            |
| 6      | مطار شارلوت دوغلاس الدولي | 356،000 | الأمريكية، ساوث ويست، سبيريت                        |
| 7      | مطار تامبا الدولي         | 355،000 | ساوث ويست، سبيريت                                   |
| 8      | مطار ميامي الدولي         | 314،000 | الأمريكية، فرونتير، ساوث ويست                       |
| 9      | مطار هاري ريد الدولي      | 297،000 | ساوث ويست، سبيريت                                   |
| 10     | مطار أوهير الدولي         | 295،000 | الأمريكية، ساوث ويست، سبيريت، الخطوط الجوية المتحدة |

| الرتبة | المدينة                         | الركاب  | الناقل                     |
| ------ | ------------------------------- | ------- | -------------------------- |
| 1      | Cancún، Mexico                  | 338،251 | فرونتير، ساوث ويست، سبيريت |
| 2      | مطار سانجستر الدولي             | 230،289 | ساوث ويست، سبيريت          |
| 3      | Punta Cana، Dominican Republic ‏ | 106،032 | ساوث ويست                  |
| 4      | مطار الملكة بياتريس الدولي      | 65،015  | ساوث ويست                  |
| 5      | مطار لندن هيثرو                 | 62،379  | الخطوط البريطانية          |
| 6      | مطار كيفلافيك الدولي            | 58،506  | طيران آيسلندا، بلاي        |
| 7      | مطار تورونتو بيرسون الدولي      | 30،032  | إير كندا                   |
| 8      | Nassau، Bahamas                 | 26،374  | ساوث ويست                  |
| 9      | مطار فرانكفورت                  | 16،755  | كوندور                     |
| 10     | Liberia، Costa Rica ‏            | 12،799  | ساوث ويست                  |

### شركات الطيران
| الرتبة | الناقل                  | الركاب     | النسبة |
| ------ | ----------------------- | ---------- | ------ |
| 1      | خطوط ساوث ويست الجوية   | 13،768،000 | 71.65% |
| 2      | خطوط سبيريت الجوية      | 1،676،000  | 8.72%  |
| 3      | خطوط دلتا الجوية        | 1،252،000  | 6.51%  |
| 4      | الخطوط الجوية الأمريكية | 996،000    | 5.18%  |
| 5      | الخطوط الجوية المتحدة   | 542،000    | 2.82%  |
| 6      | آخرى                    | 982،000    | 5.11%  |

### الركاب
شاهد source Wikidata query and sources.
| السنة | الركاب     | السنة | الركاب     |
| ----- | ---------- | ----- | ---------- |
| 2006  | 20،698،967 | 2016  | 25،122،651 |
| 2007  | 21،044،384 | 2017  | 26،369،411 |
| 2008  | 20،488،881 | 2018  | 27،145،831 |
| 2009  | 20،953،615 | 2019  | 26،993،896 |
| 2010  | 21،936،461 | 2020  | 11،204،511 |
| 2011  | 22،391،785 | 2021  | 18،868،429 |
| 2012  | 22،679،987 | 2022  | 22،804،744 |
| 2013  | 22،498،353 | 2023  |            |
| 2014  | 22،312،676 | 2024  |            |
| 2015  | 23،823،532 | 2025  |            |

## وصلات خارجية
- Baltimore/Washington International Thurgood Marshall Airport
- BWI Business Partnership
- BWI Development Council نسخة محفوظة 27 سبتمبر 2011 على موقع واي باك مشين.
- BWI 60th anniv